# شان‌آباد
شان‌آباد  یا شهن‌آباد، روستایی از توابع بخش قلقل‌رود شهرستان تویسرکان در استان همدان ایران است.
از خاندان های با ریشه و با قدمت این روستا می توان به خاندان مومیوند اشاره کرد.

## مردم
مردم این روستا لر هستند و به زبان لری سخن می گویند.

## جمعیت
این روستا در دهستان میان رود قرار دارد و براساس سرشماری مرکز آمار ایران در سال ۱۳۹۵، جمعیت آن  ۷۳۳نفر (۲۲۴خانوار) بوده‌است.